# Silvia Hollmann
Silvia Hollmann (* 13. Mai 1955 in Menden (Sauerland)) ist eine ehemalige deutsche Leichtathletin und Olympiateilnehmerin, die – für die Bundesrepublik startend – in den 1970er Jahren im 400-Meter-Hürdenlauf erfolgreich war. Bei den Europameisterschaften 1978 gewann sie die Silbermedaille (55,14 s). Sie startete bei diesen Europameisterschaften auch in der 4-mal-400-Meter-Staffel, die Platz fünf erreichte (3:28,0 min).
Bei den Olympischen Spielen 1976 war sie im Zwischenlauf des 400-Meter-Laufs ausgeschieden.
Silvia Hollmann gehörte dem Sportverein OSC Thier Dortmund an. In ihrer Wettkampfzeit war sie 1,76 m groß und 64 kg schwer.
Heute heißt sie Silvia Hollmann-Schiek und lebt in Dortmund.